# ジャクソン郡 (ケンタッキー州)
ジャクソン郡（英: Jackson County）は、アメリカ合衆国ケンタッキー州の中央部に位置する郡である。2010年国勢調査での人口は13,494人であり、2000年の13,495人と変化が無かった。郡庁所在地はマッキー市（人口800人）であり、同郡で人口最大の都市でもある。ジャクソン郡は1858年に設立され、郡名はアメリカ合衆国大統領アンドリュー・ジャクソン（在任1829年-1837年）に因んで名付けられた。郡内のどこにおいてもアルコール飲料の販売が禁止されている「ドライ郡」（禁酒郡）である。郡内にはダニエル・ブーン国立の森が掛かっている。

## 地理
アメリカ合衆国国勢調査局に拠れば、郡域全面積は346.57平方マイル (897.6 km2)であり、このうち陸地346.33平方マイル (897.0 km2)、水域は0.24平方マイル (0.62 km2)で水域率は0.07%である。

### 隣接する郡
- エスティル郡 - 北
- リー郡 - 北東
- オウスリー郡 - 東
- クレイ郡 - 南東
- ローレル郡 - 南西
- ロックキャッスル郡 - 西
- マディソン郡 - 北西

### 国立保護地域
- ダニエル・ブーン国立の森（部分）

## 政治
ジャクソン郡は長年、アメリカ合衆国大統領選挙では共和党を強く支持してきた。1940年の共和党候補ウェンデル・ウィルキーは郡総投票数の88%を獲得した。1928年、1948年、1960年、1976年、1988年には最高の得票率を獲得した。過去53年間にあった全ての選挙では、大差で勝利してきた。1992年以降では得票率が70%以上だった。共和党支持の構造は、南北戦争のときに北軍を強く支持していたことに帰せられている。
アメリカ合衆国下院議員の選挙区ではケンタッキー州第5区に属し、クック投票動向指数では共和党+8となっており、現職は共和党のハル・ロジャーズである。ケンタッキー州下院議員では第89選挙区に属し、1997年以来共和党のマリー・L・レイダーが議席を占めている。州上院では第21選挙区に属し、2005年以来共和党のトム・ジェンセンが議員である。

## 人口動態
以下は2000年国勢調査による人口統計データである。
| 基礎データ - 人口: 13,495人 - 世帯数: 5,307 世帯 - 家族数: 3,953 家族 - 人口密度: 15人/km2（39人/mi2） - 住居数: 6,065軒 - 住居密度: 7軒/km2（18軒/mi2） 人種別人口構成 - 白人: 99.17% - アフリカン・アメリカン: 0.05% - ネイティブ・アメリカン: 0.19% - アジア人: 0.01% - 太平洋諸島系: 0.01% - その他の人種: 0.04% - 混血: 0.52% - ヒスパニック・ラテン系: 0.53% 年齢別人口構成 - 18歳未満: 26.1% - 18-24歳: 9.8% - 25-44歳: 29.4% - 45-64歳: 22.9% - 65歳以上: 11.8% - 年齢の中央値: 35歳 - 性比（女性100人あたり男性の人口） - 総人口: 97.3 - 18歳以上: 95.2 | 世帯と家族（対世帯数） - 18歳未満の子供がいる: 35.5% - 結婚・同居している夫婦: 60.2% - 未婚・離婚・死別女性が世帯主: 10.3% - 非家族世帯: 25.5% - 単身世帯: 23.0% - 65歳以上の老人1人暮らし: 9.3% - 平均構成人数 - 世帯: 2.52人 - 家族: 2.96人 収入と家計 - 収入の中央値 - 世帯: 20,177米ドル - 家族: 23,638米ドル - 性別 - 男性: 25,087米ドル - 女性: 16,065米ドル - 人口1人あたり収入: 10,711米ドル - 貧困線以下 - 対人口: 30.2% - 対家族数: 24.1% - 18歳未満: 36.5% - 65歳以上: 24.1% |

## 都市と町
| - マッキー - 郡庁所在地 - アンビル - ボンド - イージプト | - グレイホーク - レターボックス - ムーアズクリーク - サンドギャップ - タイナー |

## 教育
郡内には公立の小学校3校、中学校1校、高校1校がある。私立学校はアンビル・クリスチャン・アカデミーとアウトリーチ・クリスチャン・アカデミーがある。